# Bon Jovi (Album)
Bon Jovi ist das erste Studioalbum der gleichnamigen US-amerikanischen Rockband Bon Jovi. Es wurde im Januar 1984 veröffentlicht.

## Hintergrund
Die erste Singleauskopplung Runaway, ein Song den Jon Bon Jovi selbst mitgeschrieben und mit dem er einen Radiowettbewerb gewonnen hatte, erreichte Platz 39 der amerikanischen Billboard Hot 100. Dieses Lied nahm Jon Bon Jovi schon früher in einer Demoversion auf. Neben diesem Song waren Burning for Love und Come Back die ersten Lieder, die für das Album geschrieben wurden.
Nachdem die Band 1986 mit dem Album Slippery When Wet ihren Durchbruch feierte, wurden, bis auf die Single Runaway, die Lieder dieses Albums kaum mehr live gespielt. Dies änderte sich erst 2009, als es die Songs Roulette, Shot Through the Heart und Get Ready stellenweise auf die Setlist der The-Circle-Tournee geschafft haben. Auch auf den bislang (weltweit) veröffentlichten Kompilationen der Band fand aus diesem Debüt lediglich das Lied Runaway Berücksichtigung. Weiterhin ist Bon Jovi das einzige Studioalbum der Band, welches mit She Don’t Know Me einen Song beinhaltet, bei dem kein Bandmitglied mitgeschrieben hat; er hat Platz 48 in den Billboard Hot 100 erreicht.

## Titelliste
1. Runaway (3:50) (Jon Bon Jovi, George Karak)
2. Roulette (4:41) (Bon Jovi, Richie Sambora)
3. She Don’t Know Me (4:02) (Mark Avsec)
4. Shot Through the Heart (4:25) (Bon Jovi, Jack Ponti)
5. Love Lies (4:09) (Bon Jovi, David Bryan)
6. Breakout (5:23) (Bon Jovi, Bryan)
7. Burning for Love (3:53) (Bon Jovi, Sambora)
8. Come Back (3:58) (Bon Jovi, Sambora)
9. Get Ready (4:08) (Bon Jovi, Sambora)

### Bonustracks der Special Edition von 2010
1. Runaway (Live) (5:17) (Bon Jovi, Karak)
2. Roulette (Live) (5:38) (Bon Jovi, Sambora)
3. Breakout (Live) (6:25) (Bon Jovi, Bryan)
4. Get Ready (Live) (7:03) (Bon Jovi, Sambora)

### Bonus-CD der japanischen Special Edition von 1998
1. Runaway (Live) (5:03) (Bon Jovi, Karak)
2. Roulette (Live) (5:35) (Bon Jovi, Sambora)
3. Shot Through the Heart (Live) (6:33) (Bon Jovi, Ponti)
4. Burning for Love (Live) (5:26) (Bon Jovi, Sambora)
5. Get Ready (Live) (7:04) (Bon Jovi, Sambora)
6. Breakout (Live) (6:11) (Bon Jovi, Bryan)
7. Runaway (Live) (5:24) (Bon Jovi, Karak)

### Outtakes
1. American Dream (cover von Crosby, Stills, Nash & Young)
2. Heartbreak Eyes
3. Petty Girl
4. Telephone Line
5. The Other Side Of The Night

### Coverversion
„She Don’t Know Me“ ist eine Fair-Warning-Coverversion. Das Lied wurde ursprünglich 1981 auf dem Album Fair Warning veröffentlicht, das letztlich bis heute nur als Promo erschien.

### Wissenswertes zur Bonus-CD der japanischen Special Edition von 1998
- Die erste Liveversion von „Runaway“ wurde 1988 im Le Zénith in Paris aufgenommen und ursprünglich auf der 1989 erschienenen Single Lay Your Hands on Me veröffentlicht.[4]
- Die Liveversion von „Roulette“ wurde 1984 im Gaumont in Ipswich aufgenommen und während der Friday Rock Show vom britischen Radiosender BBC Radio 1 ausgestrahlt.[5] Die Liveaufnahme wurde ursprünglich auf der 1985 veröffentlichten Single In and Out of Love veröffentlicht. Auf dieser Single ist auch eine Liveaufnahme von „Shot Through the Heart“ enthalten, die ebenfalls in Ipswich mitgeschnitten wurde.
- Die Liveversion von „Shot Through the Heart“ wurde 1985 in der Shibuya Public Hall in Tokio aufgenommen und ursprünglich auf der 1985 erschienenen Single Hardest Part Is the Night veröffentlicht.[4]
- Die Liveversion von „Burning for Love“ wurde 1985 in der Shibuya Public Hall in Tokio aufgenommen und ursprünglich auf der 1986 erschienenen EP Borderline veröffentlicht.[4]
- Die Liveversion von „Get Ready“ wurde 1985 in der Shibuya Public Hall in Tokio aufgenommen und erstmals auf dieser Special Edition veröffentlicht.[4]
- Die Liveversion von „Breakout“ wurde beim Festival Super Rock ’84 im Seibu Lions Stadion in Tokio aufgenommen und ursprünglich auf der 1984 erschienenen Single Runaway veröffentlicht.[4]
- Die zweite Liveversion von „Runaway“ wurde beim Festival Super Rock ’84 im Seibu Lions Stadion in Tokio aufgenommen und ursprünglich auf der 1984 erschienenen Single Runaway veröffentlicht.[4]

### Wissenswertes zur Special Edition von 2010
- Über drei der vier Liveaufnahmen, die der Special Edition von 2010 beigefügt wurden, ist nur bekannt, dass sie während der Bon Jovi Tour aufgenommen wurden. Bei den Liveversionen von „Runaway“, „Roulette“ und „Breakout“ handelt es sich also nicht um dieselben Liveaufnahmen, die auf der Bonus-CD der japanischen Special Edition von 1998 enthalten sind. Lediglich die Liveaufnahme von „Get Ready“ war bereits auf der Bonus-CD von 1998 zu finden und kann somit datiert werden: Die Liveaufnahme wurde 1985 in der Shibuya Public Hall in Tokio aufgenommen.

## Rezeption
Frank Trojan rezensierte 1984 in der fünften Rock-Hard-Ausgabe über das Debüt wie folgt: „Ein weiteres Produkt der Marke ‘Melodic HM’ ist die erste LP einer US-Formation mit dem etwas eigenartigen Namen Bon Jovi. Unter den Special Thanks ist u. a. auch der Name Aldo Nova aufgelistet. Damit habt ihr dann auch gleich die Stilrichtung dieser Gruppe. Trotzdem gefällt mir dieses Album eigentlich ganz gut, denn erstens ist die Produktion sehr gut, und zweitens ist außer dem grausamen ‘Get Ready’ kein wirklich schwacher Song dabei. Tracks wie Roulette oder Breakout gehören für mich sogar zum Besten, was es in dieser Sparte gibt. Leuten, die zwischendurch auch einmal etwas Ruhiges, aber trotzdem Stilvolles hören wollen und die Great White oder Santers nicht mehr hören können, kann ich diese LP wärmstens empfehlen.“ Trojan vergab 7,5 von zehn möglichen Punkten.

## Kommerzieller Erfolg

### Chartplatzierungen
Das Album selbst erreichte Platz 43 in den amerikanischen Billboard 200, weiterhin platzierte es sich in Großbritannien auf Platz 71.
| ChartsChartplatzierungen       | Höchstplatzierung | Wochen |
| ------------------------------ | ----------------- | ------ |
| Vereinigte Staaten (Billboard) | 43 (86 Wo.)       | 86     |
| Vereinigtes Königreich (OCC)   | 71 (3 Wo.)        | 3      |

### Auszeichnungen für Musikverkäufe
Bis heute wurde das Album weltweit über 3,5 Millionen Mal verkauft.
| Land/Region                  | Auszeichnungen für Musikverkäufe (Land/Region, Auszeichnung, Verkäufe) | Verkäufe  |
| ---------------------------- | ---------------------------------------------------------------------- | --------- |
| Hongkong (IFPI/HKRIA)        | Gold                                                                   | 10.000    |
| Kanada (MC)                  | Gold                                                                   | 50.000    |
| Schweiz (IFPI)               | Gold                                                                   | 25.000    |
| Vereinigte Staaten (RIAA)    | Platin                                                                 | 1.000.000 |
| Vereinigtes Königreich (BPI) | Silber                                                                 | 60.000    |
| Insgesamt                    | 1× Silber · 3× Gold · 1× Platin ·                                      | 1.145.000 |

Hauptartikel: Bon Jovi/Auszeichnungen für Musikverkäufe